# 闫美珠
闫美珠 （1989年1月28日—），中国女子手球運動員。

## 簡歷
2000年，闫美珠在晋中市晋华中学就讀期間被選入篮球队，後來改打手球；至2002年被北京女子手球队招至麾下。代表北京打了一年联赛後，她被選進中国国家青年女子手球队；至2006年6月，入選中国国家女子手球队 。
2010年11月，闫美珠代表中國出戰廣州亞運會，參加女子手球比賽項目，奪得金牌。